# Matatu (journal)
Cet article concerne la revue littéraire. Pour les autres significations, voir Matatu.
Matatu - Journal for African Culture and Society est une revue scientifique consacrée aux littératures et sociétés africaines et s'appuyant sur un dialogue interdisciplinaire entre critique littéraire et Cultural Studies, historiographie, sciences sociales et anthropologie culturelle.